# Train de la mine

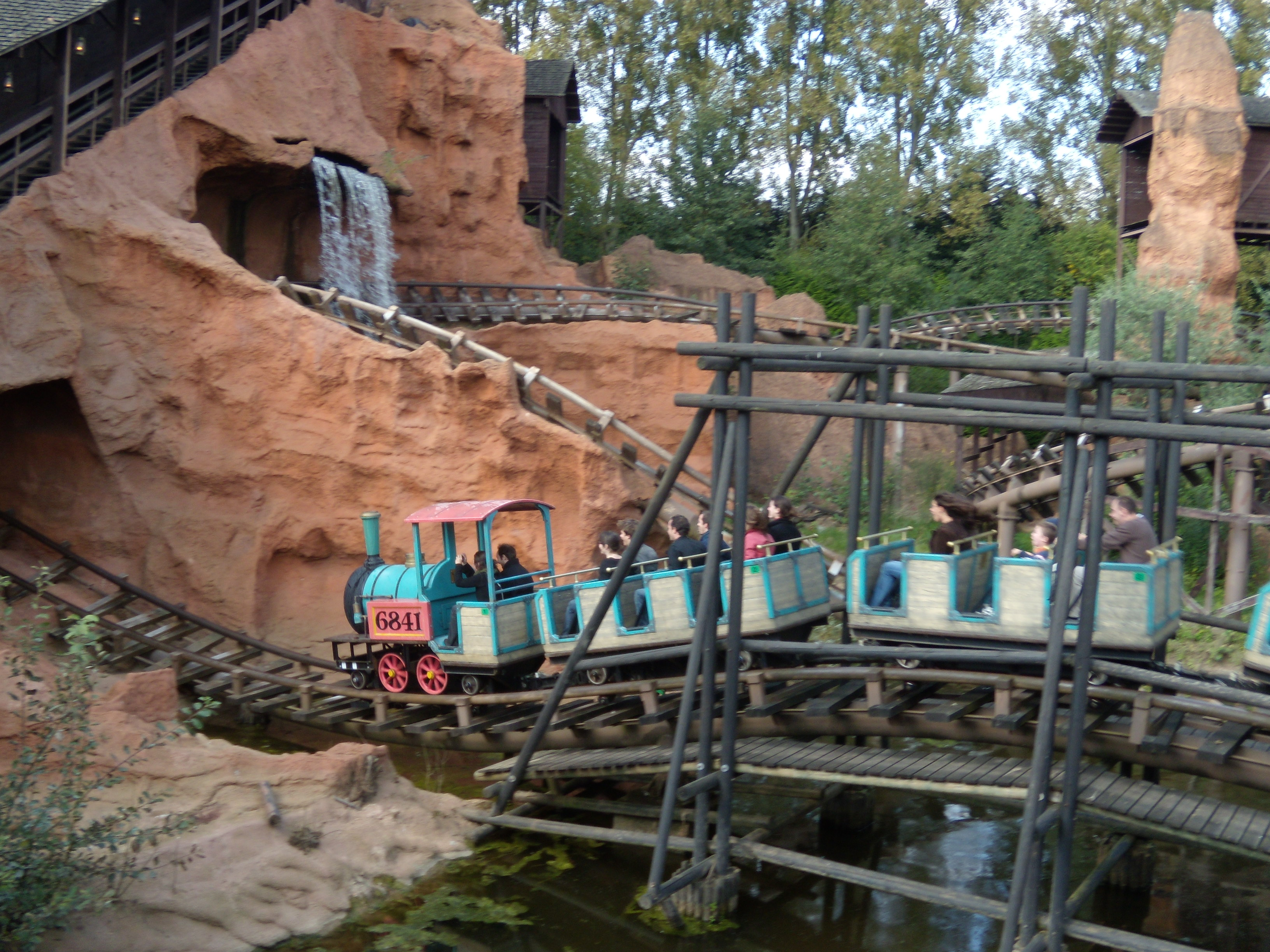
Calamity Mine, train de la mine construit par Vekoma pour le parc Walibi Belgium.

Le train de la mine est le nom courant donné à un type particulier de montagnes russes. Techniquement, ce sont des montagnes russes en métal dans un décor évoquant les trains parcourant les voies de mines d'or du Far West.
La plupart de ces montagnes russes visent un public familial, leur parcours ne provoque que des accélérations modérées et ne comprend pas d'inversions.

## Origines

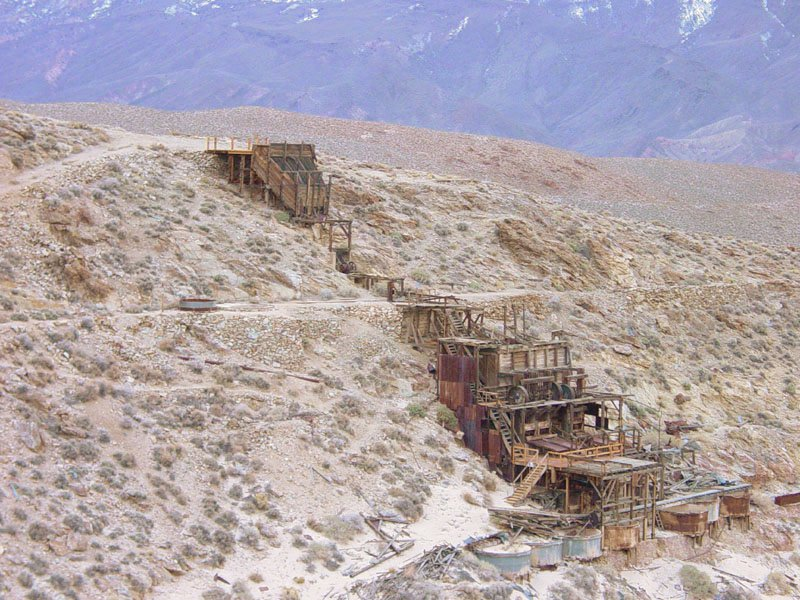
Ancienne mine d'or de Skidoo, dans la Vallée de la Mort en Californie

Vers le milieu du XIXe siècle, le 24 janvier 1848, un charpentier dénommé James W. Marshall découvrit dans un cours d'eau artificiel un morceau brillant de métal qui se révèlera être de l'or. La nouvelle se répandit vite, des vagues d'immigrants du monde entier arrivèrent aussitôt et la fièvre de l'or prit vite de l'ampleur.
Des équipements furent vite installés avec les ressources du secteur (du bois) à proximité des cours d'eau, la recherche de l'or étant alors essentiellement effectuée par orpaillage dans les cours d'eau. La dynamite permit ensuite de creuser des mines pour chercher l'or directement à la source.
Le mythe se propagea dans la culture, sans doute popularisé par divers films, bandes dessinées, etc. L'idée de wagonnets de mine dévalant le gruyère de mines labyrinthiques d'anciennes mines d'or désaffectées inspira les concepteurs de montagnes russes. Ils transformèrent juste les wagonnets en trains à vapeur, permettant aux attractions d'offrir des débits horaires convenables. Ces trains à vapeur font d'ailleurs aussi partie de la conquête de l'ouest américain.
La première installation de ce type porte aujourd'hui le nom de Runaway Mine Train, ; il est situé dans le parc Six Flags Over Texas. Construit par Arrow Dynamics en 1966, ces montagnes russes sont d'ailleurs les plus anciennes du parc.

## Les éléments thématiques

### MK-900 M

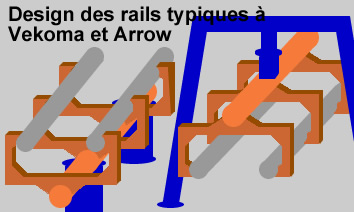
Profil des rails de Vekoma

L'un des piliers de la mise en pratique de ce thème réside dans un système développé par le constructeur Vekoma. Ce constructeur possède un profil de rail qui comprend des crochets qui contournent les rails tubulaires afin d'être soudés sur leur côté extérieur. Le crochet propose ainsi une surface plane quelques dizaines de centimètres sous le rail, qui laisse suffisamment d'espace pour fixer des traverses décoratives en bois.
Le système est référencé par le fabricant sous le nom de MK-900 M, 900 désignant l'espacement des rails en millimètres et la lettre M évoquant l'anglicisme Mine Train.
Le constructeur obtient ainsi la construction de nombreuses montagnes russes dont trois des quatre Big Thunder Mountain des parcs Disney.
D'autres modèles de MK-900 M sont Colorado Adventure à Phantasialand ouvert le 11 mai 1996, Mammut à Gardaland dont le thème est une expédition dans les glaces du pôle Nord ouvert le 19 mars 2008 et le Olandese Volante ouvert le 26 mai 2011 à Rainbow Magicland.
Les MK-900 M font partie des modèles de Mine Train (train de la mine) chez Vekoma. Outre les montagnes russes citées ci-dessus, les suivantes en font également partie sans être des modèles MK-900 M. À la différence de ceux-ci, elles ont exactement le même parcours d'une longueur de 785 mètres : Calamity Mine à Walibi Belgium ouvert en 1992, Diamond Devil Run à  Ratanga Junction ouvert en 1998 et déménagé à Fantasilandia en 2015, Dragon in Snowfield à Happy Valley Chengdu ouvert le 17 janvier 2009, Jungle Racing à Happy Valley Pékin dont le thème est la jungle sud-américaine ouvert le 9 juillet 2006 et Mine Coaster à Happy Valley Shenzhen ouvert le 1er mai 2002. Un dernier modèle de Mine Train du constructeur néerlandais est Port of Sky Treasure dans le parc vietnamien Asia Park depuis 2015. Cet exemplaire long de 681 mètres était en service en 2008 et 2009 à Freestyle Music Park sous le nom d'Iron Horse. À la suite de la faillite de ce parc, il y resté inopérationnel de 2010 à 2014.

## Quelques exemples

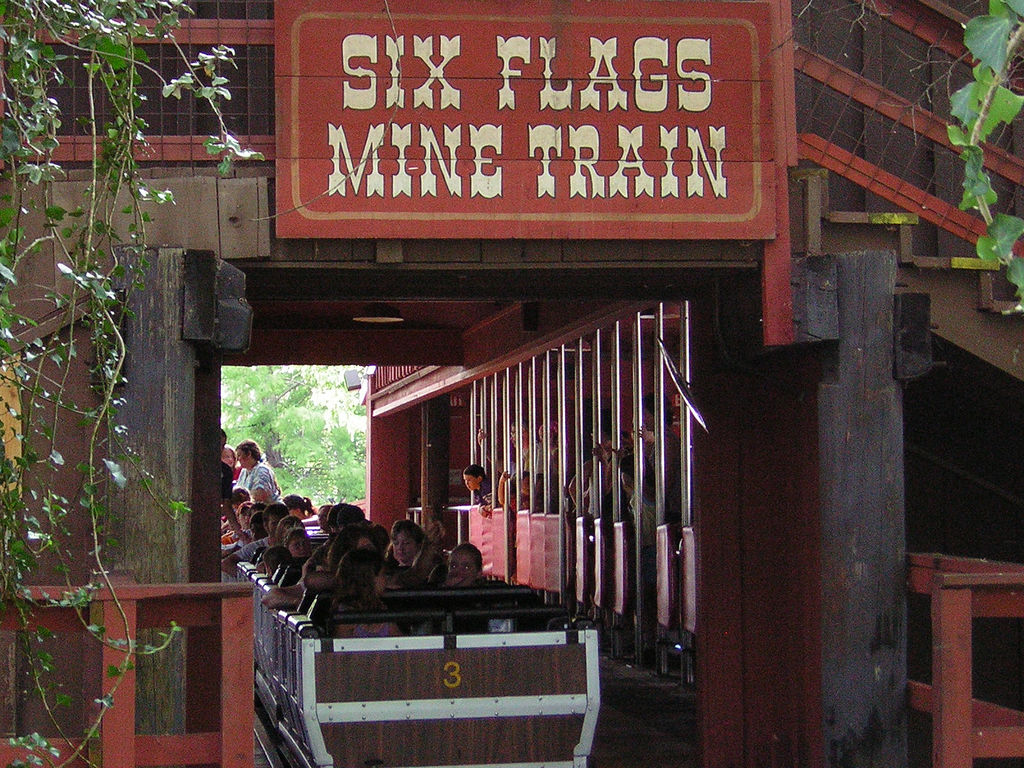
Premier « train de la mine » : Runaway Mine Train à Six Flags Over Texas

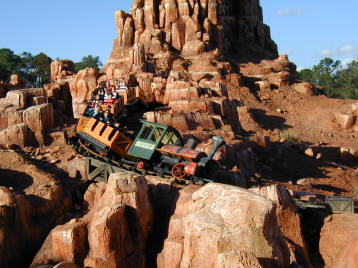
Big Thunder Mountain au Magic Kingdom

Les constructeurs les plus prolifiques sont Vekoma et Arrow. Ce dernier a créé le plus grand nombre de trains de la mine, tous aux États-Unis sauf un modèle au Japon et un dernier en Espagne. Ils ont la particularité d'être des montagnes russes en métal hybrides. Adventure Express en est un exemple. Outre Vekoma et Arrow, trois autres constructeurs proposent des modèles de Mine train dans leur catalogue : Zamperla, SBF Visa Group et Intamin. Ce dernier a créé deux montagnes russes dans les parcs Bakken et Happy Valley Shanghai. Il faut signaler que, contrairement aux créations des constructeurs ci-dessus, certaines montagnes russes sont considérées comme train de la mine car leur thème les range dans cette catégorie bien qu'elles ne soient pas des modèles Mine train.
Les installations les plus remarquables sont souvent les différentes versions de Big Thunder Mountain situées dans divers parcs Disney, dont la finition est souvent à la hauteur des budgets alloués par le groupe pour ses attractions. Big Grizzly Mountain Runaway Mine Cars est une variante de Big Thunder Mountain dans une ville minière abandonnée que se réapproprient des ours située à Hong Kong Disneyland,.
Aux États-Unis, de nombreux coasters peuvent être cités dont Gold Rusher à Six Flags Magic Mountain, Cedar Creek Mine Ride à Cedar Point et Mini Mine Train à Six Flags Over Texas. Mystery Mine à Dollywood n'est pas un modèle de Mine train mais un Euro-Fighter, pourtant son thème de mine hantée le rapproche de cette catégorie.
Le thème de la ruée vers l'or n'est pas toujours respecté à la lettre, certaines attractions ne développent pas la recherche de l'or, mais d'autres thèmes qui s'en rapprochent. Alpenexpress Enzian à Europa-Park reprend ainsi le concept mais dans une mine de diamants des Alpes ; Expedition Everest propose quant à lui de monter dans un train pour dévaler les tunnels de l'Everest à la recherche du Yéti. Lost City of Gold, précédemment situé dans le parc Nigloland, exploite le thème d'une mine d'or à l'époque maya. À PortAventura, El Diablo est un modèle Mine Train du constructeur Arrow Dynamics situé dans une mine d'argent fictive. Du constructeur Vekoma, Seven Dwarfs Mine Train ouvert au Magic Kingdom en 2014 traverse les scènes de Blanche-Neige dont la mine de diamants. Road Runner Express s'inspire de Bip Bip et Coyote, de la fabrique ACME et du désert du Sud-Ouest américain.
Récemment, les parcs de loisirs chinois proposent également des trains de la mine à leur public. Mine Train Coaster d'Intamin est inauguré en 2009 à Happy Valley Shanghai. Mine Coaster est un train de la mine du constructeur chinois SBL à Beijing Shijingshan Amusement Park. En 2011, Dragon Roaring Heaven du constructeur chinois Golden Horse ouvre à World Joyland. Le même constructeur propose sept autres trains de la mine dans les parcs Fantawild Adventure dont les premiers sont : Mount Vesuvius, inauguré en 2011 à Zhuzhou, Vesuvius Volcano accueille ses premiers visiteurs en 2008 à Wuhu et 2011 est l'année inaugurale de Vesuvius Volcano à Shenyang.
Les modèles de montagnes russes E-Powered du constructeur Mack Rides sont parfois décorés en trains de la mine. Runaway Mine Train à Alton Towers, Dynamite Express à Drievliet, Runaway Train à Chessington World of Adventures et Run A Way Mine Train à Gold Reef City en sont des exemples réussis. D'autres modèles de montagnes russes loin du concept de train de la mine peuvent être décorés selon ce thème avec succès : le Vekoma Junior Coaster Devil's Mine à Fort Fun Abenteuerland mais aussi les Wild Mouses Crazy Mine à Hansa-Park et dans une moindre mesure Flying Dutchman Goldmine à Walibi Holland qui devient en 2011 Tiger Express à La Mer de sable. 
Il convient aussi de relever l'attraction Tower of Terror située dans le parc Gold Reef City, en Afrique du Sud. Bien que, comme l'indique son nom, elle ne soit pas conçue pour un public familial, l'attraction repose sur un vrai derrick de mine d'or, installé à l'origine à cinq kilomètres du parc.